# 光滑粒子流体动力学

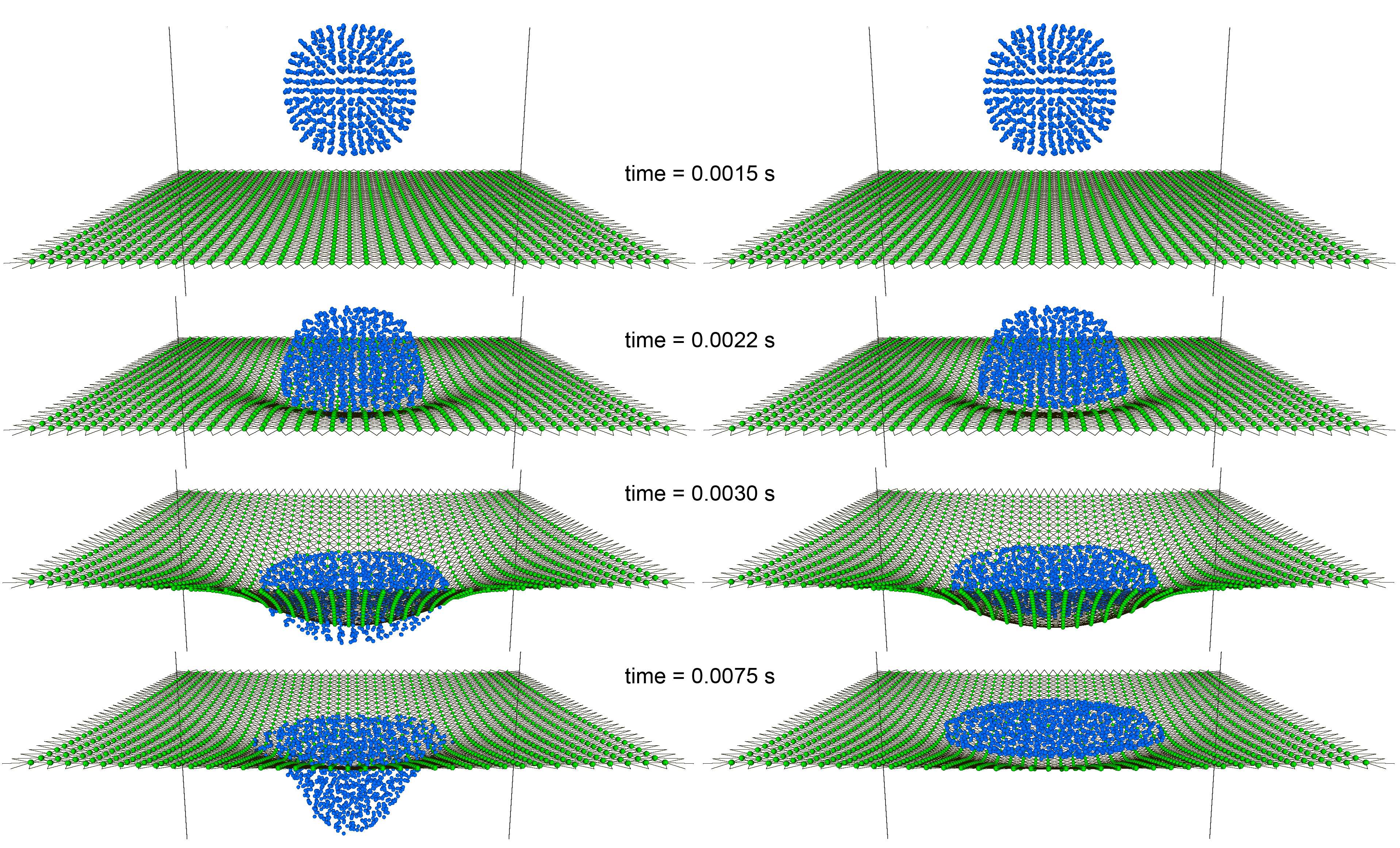
使用SPH方法模拟的液滴与穿透性（左）和非穿透性（右）薄膜的相互作用

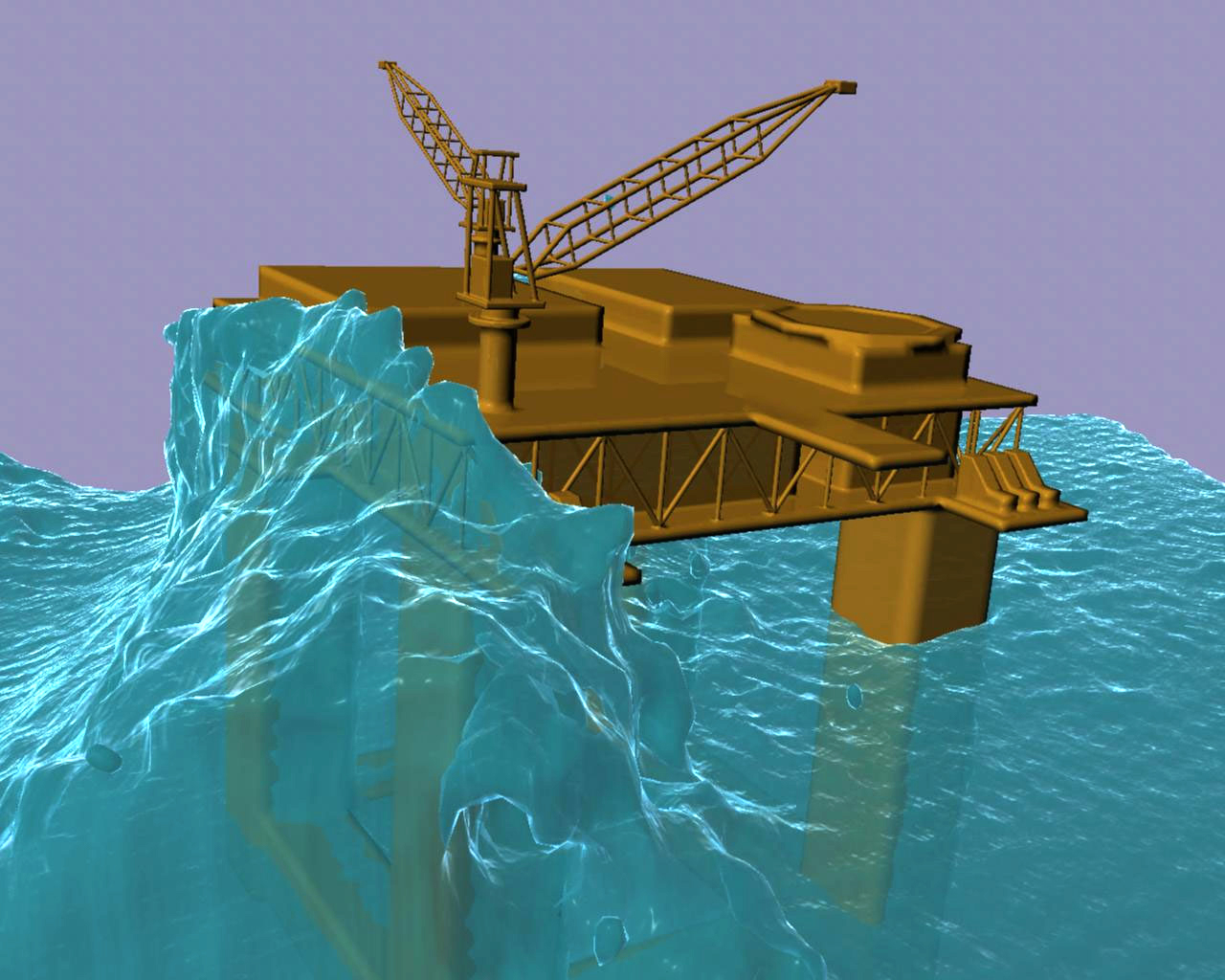
使用SPH模拟的20米大浪对海上油气平台的冲击

光滑粒子流体动力学（英語：smoothed-particle hydrodynamics, SPH）是一种用于模拟连续介质动力学的计算方法，如固体力学和流体流动。 它由Gingold和Monaghan（1977）和Lucy（1977）提出，最初用于天体物理问题。 此方法已被用于许多研究领域，包括天体物理学，弹道学，火山学和海洋学。 它是一种无网格的拉格朗日方法（即坐标系与流体一起移动），并且方法的分辨率可以容易地相对于诸如密度的变量进行调整。

## 方法
光滑粒子流体动力学方法将连续流体分成一组称为粒子的离散元素。 这些粒子具有空间距离（称为“光滑长度”，通常由h表示），携带了其所在位置的流体的性质，如质量、密度、速度、能量等。